# Thelypteris aristeguietae
Thelypteris aristeguietae là một loài thực vật có mạch trong họ Thelypteridaceae. Loài này được (Vareschi) A.R. Sm. miêu tả khoa học đầu tiên năm 1980.